# 聖克魯斯米查帕
聖克魯斯米查帕（西班牙語：Santa Cruz Michapa），是薩爾瓦多的城鎮，位於該國中部，由庫斯卡特蘭省負責管轄，面積28.63平方公里，海拔高度758米，2007年人口11,790，人口密度每平方公里411.81人。
13°44′N 88°58′W / 13.733°N 88.967°W